# Deportes La Serena
Club de Deportes La Serena – chilijski klub piłkarski z siedzibą w mieście La Serena, stolicy regionu Coquimbo (tzw. IV region).

## Historia
Deportes La Serena założony został 9 grudnia 1955 roku i gra obecnie w pierwszej lidze chilijskiej (Primera División de Chile).
Najbardziej radykalna grupa kibiców klubu zwana jest Trinchera Roja (co znaczy Czerwony Okop). Głównym rywalem klubu, którego przydomek brzmi Los Papayeros od rosnącej w dolinie rzeki Elqui Papai, jest klub Coquimbo Unido.

## Osiągnięcia

### Krajowe
- Copa Chile

| zwycięstwo (1):     | 1960 |
| drugie miejsce (1): | 1959 |

### Znani piłkarze w historii klubu
- Alexis Norambuena
- Jorge Garcés
- Juan Carlos Letelier Pizarro
- Raúl Palacios
- Julio César Romero Insfrán
- Victorino Lopez Garcia

## Aktualny skład
| Kraj      | Zawodnik                     | Pozycja   |
| --------- | ---------------------------- | --------- |
| Argentyna | Gastón Losa                  | bramkarz  |
| Chile     | Claudio Villalobos           | bramkarz  |
| Kolumbia  | Carlos Asprilla              | obrońca   |
| Chile     | Rodrigo Brito                | obrońca   |
| Chile     | Pablo Chaura                 | obrońca   |
| Chile     | Felipe Delgado               | obrońca   |
| Chile     | Rodrigo Jara                 | obrońca   |
| Chile     | Mario Pardo                  | obrońca   |
| Chile     | Francisco Ulises Rojas Rojas | obrońca   |
| Chile     | Iván Valenzuela              | obrońca   |
| Argentyna | Cristián Verón               | obrońca   |
| Chile     | Hernán Alzamora              | pomocnik  |
| Chile     | Frank Carilao                | pomocnik  |
| Chile     | Angel Carreño                | pomocnik  |
| Chile     | Sebastián Páez               | pomocnik  |
| Chile     | Juan Quiroga                 | pomocnik  |
| Chile     | Carlos Humberto Rivas Torres | pomocnik  |
| Chile     | Patricio Rubina              | pomocnik  |
| Chile     | Mauricio Salazar             | pomocnik  |
| Chile     | Carlos Tapia                 | pomocnik  |
| Chile     | Sergio Vargas                | pomocnik  |
| Argentyna | Gustavo Canales              | napastnik |
| Chile     | Marcelo Caro                 | napastnik |
| Argentyna | Juan Emmanuel Culio          | napastnik |
| Argentyna | Claudio Díaz                 | napastnik |
| Chile     | Joel Estay                   | napastnik |
| Chile     | Sergio Núñez                 | napastnik |